# Bromheadia pungens
Bromheadia pungens är en orkidéart som beskrevs av Henry Nicholas Ridley. Bromheadia pungens ingår i släktet Bromheadia och familjen orkidéer. Inga underarter finns listade i Catalogue of Life.